# Don't Wanna Let You Go
Don't Wanna Let You Go is een single van de Britse boyband 5ive uit 2000. Het stond in 1999 als derde track op het album Invincible, waar het de derde single van was, na If Ya Gettin' Down en Keep On Movin'.

## Achtergrond
Don't Wanna Let You Go is geschreven door Richard Stannard, Julian Gallagher, Sean Conlon, Richard Breen en Jason Brown en geproduceerd door Stannard en Gallagher. Het is een popnummer waarin de zangers van het nummer vertellen dat ze altijd bij degene waarover ze zingen, zullen zijn en ze diegene niet zullen laten gaan. In de muziekvideo bezoeken ze een stalker, die in een verlaten villa woont. Hier proberen ze de stalker bang te maken.

## Hitnoteringen
Het nummer was internationaal in verschillende hitlijsten te vinden, maar stond niet hoog in die lijsten. De enige twee top 10-noteringen waren in Nieuw-Zeeland (vijfde plek) en in het Verenigd Koninkrijk (negende plek). In Nederland was de piekpositie in de Top 40 de dertiende plek en in de Mega Top 100 reikte het tot de zeventiende plaats. In België was het nog minder succesvol, daar kwam het slechts tot de 26e positie in de Waalse hitlijst en tot de 37e plek in die van Vlaanderen.